# Álex Tamayo
Álex Tamayo Lesmes (Lusikisiki, Sudáfrica, 12 de marzo de 2000) es un jugador de baloncesto internacional español. Juega de escolta y su actual equipo es el Albacete Basket de Liga Española de Baloncesto Plata en España.

## Carrera deportiva
Comenzó en la cantera deportiva del Club Deportivo San Viator de Madrid. 
En 2013, se incorporó a la cantera del Movistar Estudiantes en categoría infantil. Tras ser campeón de España infantil y cadete, desde 2016 a 2018, alterna las actuaciones en el juvenil con el filial de Liga EBA. 
En la temporada 2017-18, sus promedios fueron de 15,1 puntos y 5 rebotes por encuentro.
Durante la temporada 2018-2019, alterna las participaciones del filial de Movistar Estudiantes de Liga EBA con los entrenamientos del primer equipo a las órdenes de Josep Maria Berrocal. En Liga EBA promedió 9,5 puntos y 4 rebotes, mejorando sus promedios en la Final Four del ascenso a Plata con un promedio de 18,3 puntos en la primera fase de tres encuentros y 5 puntos en el último que les valió una plaza de ascenso. 
En la última jornada de Liga Endesa de la temporada 2018-2019 frente al Divina Seguros Joventut, hace su debut oficial con el primer equipo a los 19 años, 2 meses y 14 días, disputando 2 minutos de juego en los que el internacional español logró anotar un triple.
En la temporada 2019-20 es cedido al Levitec Huesca de la Liga LEB Oro.
En la temporada 2020-21, jugó como cedido en el Club Polideportivo La Roda de Liga LEB Plata, promediando 9.5 puntos y 4 rebotes por partido.
El 25 de julio de 2021, firma por el Hestia Menorca de Liga LEB Plata.
El 2 de julio de 2024, firma por el Albacete Basket de Liga Española de Baloncesto Plata en España.

## Palmarés
- 2013-14. Club Estudiantes. Campeonato de España Infantil. Campeón
- 2015-16. Club Estudiantes. Campeonato de España Cadete. Campeón
- 2016. España. Europeo Sub-16, en Radom (Polonia). Oro